# Estadio Internacional Faisal Al-Husseini
El Estadio Internacional Faisal Al-Husseini (en árabe: ملعب فيصل الحسيني الدولي) es un estadio de fútbol en Al-Ram, Cisjordania. Es el estadio del equipo de fútbol nacional de Palestina. Recibe el nombre de Faisal Husseini, un político palestino que murió en 2001. El estadio tiene capacidad para 12.500 espectadores.
El 26 de octubre de 2008, el equipo jugó contra Jordania en su primera vez en casa en 10 años de pertenencia a la FIFA. Asistieron el presidente de la FIFA, Joseph Blatter, y el primer ministro palestino, Salam Fayyad. El 29 de octubre de 2009, el equipo nacional de fútbol femenino de palestina jugó también su primer partido internacional en casa ante Jordania ante una multitud en el estadio. 
El 9 de marzo de 2011, Palestina "jugó su primer partido competitivo en casa en Cisjordania". Era el partido de vuelta de un partido de clasificación para los Juegos Olímpicos de 2012, en contra de Tailandia.